# Nordisk Råds Musikpris
Nordisk Råds musikpris uddeles hvert år i forbindelse med Nordisk Råds session. Hvert andet år gives prisen til et værk af en nulevende komponist, og hvert andet år går prisen til en solist eller et ensemble.
Prisen blev uddelt første gang i 1965, dog først kun hvert tredje og siden hvert andet år. Siden 1990 er prisen på 350.000 danske kroner blevet uddelt hvert år.
Hvem der modtager prisen, afgøres af NOMUS – den nordiske musikkomite.

## Prismodtagere
- 1965 "Aniara" (opera), Karl-Birger Blomdahl, Sverige
- 1968 "Tredje symfonien", Joonas Kokkonen, Finland
- 1970 "Drömmen om Thérése" (arenaopera), Lars Johan Werle, Sverige
- 1972 "Eco" (sopransolo, blandet kor, orkester), Arne Nordheim, Norge
- 1974 "Gilgamesh" (opera), Per Nørgård, Danmark
- 1976 "Koncert for fløjte og orkester", Atli Heimir Sveinsson, Island
- 1978 "Ryttaren" (opera), Aulis Sallinen, Finland
- 1980 "Symfoni/Antifoni", Pelle Gudmundsen-Holmgreen, Danmark
- 1982 "Utopia", Åke Hermansson, Sverige
- 1984 "De ur alla minnen fallna" (requiem), Sven-David Sandström, Sverige
- 1986 "Poemi for soloviolin och stråkorkester", Hafliði Hallgrímsson, Island
- 1988 "Kraft" (symfoniorkester, elektronik), Magnus Lindberg, Finland
- 1990 "Gjennom Prisme" (cello, orgel, orkester), Olav Anton Thommessen, Norge
- 1991 Niels-Henning Ørsted Pedersen, (jazzbassist), Danmark, kunstnerpris
- 1992 "Symfoni nr. 1", Anders Eliasson, Sverige
- 1993 Mellersta Österbottens Kammarorkester, Finland, kunstnerpris
- 1994 "Det sjungande trädet" (opera), Erik Bergman, Finland
- 1995 Eric Ericson, (kordirigent) Sverige, kunstnerpris
- 1996 "Sterbende Gärten" (koncert for violin og orkester), Bent Sørensen, Danmark
- 1997 Björk Guðmundsdóttir, (sanger), Island, kunstnerpris
- 1998 "Konsert för klarinett och orkester", Rolf Wallin, Norge
- 1999 Leif Segerstam, (dirigent), Finland, kunstnerpris
- 2000 "Lonh" (sopran och elektronik), Kaija Saariaho, Finland
- 2001 Palle Mikkelborg, Danmark, kunstnerpris
- 2002 Sunleif Rasmussen, Færøerne
- 2003 Mari Boine, Norge, kunstnerpris
- 2004 Haukur Tómasson, Island
- 2005 Ensemblet Cikada, Norge, kunstnerpris
- 2006 Det elektroakustiske stykke ”…fetters…”, Natasha Barrett, Norge
- 2007 Eric Ericsons Kammarkör, Sverige, kunstnerpris
- 2008 "Miki Alone" (opera) Peter Bruun, Danmark
- 2009 Kari Kriikku, (klarinettist), Finland, kunstnerpris
- 2010 Lasse Thoresen, (komponist), Norge[1]
- 2011 Mats Gustafsson, (saxofonist), Sverige[2]
- 2012 Dreymi af Anna Thorvaldsdóttir, Island[3]
- 2013 Pekka Kuusisto, Finland[4]
- 2014 Simon Steen-Andersen (komponist), Danmark
- 2015 Svante Henryson (cellist, bassist og komponist), Sverige
- 2016 Hans Abrahamsen (komponist), Danmark, Let Me Tel You[5]
- 2017 Susanna Mälkki (dirigent), Finland.[6], kunstnerpris
- 2018 Nils Henrik Asheim (komponist), Norge, Muohta[7]
- 2019 Gyða Valtýsdóttir (multiinstrumentalist), Island.[8], kunstnerpris
- 2020 Quarter-tone Piano Concerto af Sampo Haapamäki, Finland[9]
- 2021 Eivør Pálsdóttir (musiker), Færøerne[10],
- 2022 Karin Rehnqvist (komponist), Sverige[11]

## Ekstern henvisning
- Nordisk Råd
- Nordisk Råds Musikpris Arkiveret 1. maj 2020 hos  Wayback Machine